# Ondřej Alois Ankwicz ze Skarbek-Poslawice
Ondřej Alois hrabě Ankwicz ze Skarbek-Poslawice (polsky Andrzej Alojzy Ankwicz, německy Andreas Alois Ankwicz von Skarbek-Poslawice, 22. června 1777, Krakov – 26. března 1838, Praha) byl polský šlechtic a arcibiskup lvovský a pražský.

## Život
Andreas Alois Ankwicz studoval v Krakově a ve Vídni a na kněze byl vysvěcen 2. září 1810. Poté se stal kanovníkem olomoucké kapituly, kde byl zvolen do funkce rektora kněžského semináře a teologické fakulty tamní univerzity.
25. března 1815 byl Andreas Alois Ankwicz jmenován do funkce lvovského arcibiskupa, 15. srpna téhož roku jej vysvětil olomoucký arcibiskup Maria Tadeáš z Trautmannsdorffu. Hrabě Ankwicz podporoval panovníka a v roce 1827 jej císař František II. jmenoval primasem haličským.
30. září 1833 nastoupil na pražský arcibiskupský stolec a ze své funkce v roce 1836 korunoval Ferdinanda V. českým králem – jednalo se o poslední českou královskou korunovaci.
Je pohřben v katedrále sv. Víta v Praze, v kapli sv. Vojtěcha. Na její západní stěně má znakovou desku epitafu z černého mramoru.